# Dave Ardito
Dave Ardito (* 1988 in Bayern) ist ein spanisch-italienischer Regisseur, Drehbuchautor, Schauspieler und Influencer.  Nach seinen Kurzfilmen Sacrifice für den 99Fire-Films-Award und 7 Minutes 2011, erhielt er 2019 für Vicarious den European Cinematography Award (ECA) in der Kategorie Best Short Film sowie den Florence Film Award  in der Kategorie "Best Action". Unter anderem wurde Ardito für zwei Pitch to Screen Awards in den Kategorien Best Short Film und "Best Editor" nominiert. Seit 2020 ist er in den sozialen Medien als Creator unter anderem auf TikTok sehr erfolgreich. Er greift dort vor allem Themen und Motive bekannter Anime auf und bezieht sie auf alltägliche Situationen.

## Filmografie

### Regie
- 2011: Sacrifice[7]
- 2011: 7 Minutes[8]
- 2015: Cross This Road[9]
- 2015: Dj Bao Wow[10]
- 2016: Xenia Prinzessin von Sachsen: XPVS (Music Video)[11]
- 2018: Let me introduce myself: DjBaoWow[12]
- 2019: Vicarious[13]
- 2019: Mode of Motion[14]
- 2019: VR-Nation: Be in the Game (Image Film)[15]
- 2019: MDNR - Down I Go (Music Video)[16]
- 2019: The Last Peacemaker[17] (Development)

### Stunts
- 2008: Ninja Assassin[18]
- 2009: Withered Flowers Blooming[19]
- 2009: Bis aufs Blut – Brüder auf Bewährung[20]
- 2010: Don Seenu[21]
- 2011: Arena of the Streetfighter[22]
- 2011: Ein Fall für zwei[23]
- 2013: One Million K(l)icks[24]
- 2013: Osmanlı’da Derin Devlet[25]
- 2016: Jason Bourne Tribute[26]
- 2016: Plan B: Scheiss auf Plan A[27]

### Schauspiel
- 2009: Bis aufs Blut – Brüder auf Bewährung[28]
- 2011: Sacrifice[29]
- 2013: One Million K(l)icks
- 2015: MoTrip: Selbstlos (Musikvideo)[30]
- 2016: Jason Bourne Tribute[31]

### Sonstige Auftritte
- 2018: Ultimate Beastmaster[32]

## Auszeichnungen (Auswahl)

### European Cinematography Awards (ECA)
- 2019: Auszeichnung in der Kategorie "Best Short Film" für Vicarious[33]

### Florence Film Awards
- 2019: Auszeichnung in der Kategorie "Best Action" für Vicarious[34]

### Pitch to Screen Film Award
- 2019: Nominierung in der Kategorie "Best Short Film" für Vicarious[35]
- 2019: Nominierung in der Kategorie "Best Editor" für Vicarious[36]